# Estadio Al Thumama
El Estadio Al Thumama es un estadio de fútbol que se ubica en Doha, Catar. Fue una de las sedes oficiales de la Copa Mundial de Fútbol de 2022.
La inauguración del estadio tuvo lugar el 22 de octubre de 2021, por la noche, cuando el estadio Al Thumama acogió la final de la Copa Amir entre Al Rayyan y Al Sadd.
Su forma se asemeja a un tocado árabe conocido como gahfiya. Con capacidad de cuarenta mil personas, el estadio se ubica en el poblado de Al Thumama, a las afueras de Doha. Además, tiene una conexión con la ciudad capital por medio del sistema de metro nacional.
La construcción del estadio Al Thumama, junto con otros estadios construidos en previsión de la Copa Mundial de la FIFA 2022, ha sido condenada por múltiples organizaciones de derechos humanos. Amnistía Internacional afirma que hasta quince mil trabajadores migrantes han muerto mientras trabajaban en malas condiciones en las obras de construcción del estadio.

## Eventos

### Copa Mundial de Fútbol de 2022
El estadio albergó ocho partidos de la Copa Mundial de Fútbol de 2022.
| Fecha                   | Selección | Resultado | Selección      | Fase             | Asistencia |
| ----------------------- | --------- | --------- | -------------- | ---------------- | ---------- |
| 21 de noviembre de 2022 | Senegal   | 0–2       | Países Bajos   | Grupo A          | 41,721     |
| 23 de noviembre de 2022 | España    | 7–0       | Costa Rica     | Grupo E          | 40,013     |
| 25 de noviembre de 2022 | Catar     | 1–3       | Senegal        | Grupo A          | 41,797     |
| 27 de noviembre de 2022 | Bélgica   | 0–2       | Marruecos      | Grupo F          | 43,738     |
| 29 de noviembre de 2022 | Irán      | 0–1       | Estados Unidos | Grupo B          | 42,127     |
| 1 de diciembre de 2022  | Canadá    | 1–2       | Marruecos      | Grupo F          | 43,102     |
| 4 de diciembre de 2022  | Francia   | 3–1       | Polonia        | Octavos de final | 40,989     |
| 10 de diciembre de 2022 | Marruecos | 1–0       | Portugal       | Cuartos de final | 44,198     |

### Copa Asiática 2024
El estadio albergó seis partidos de la Copa Asiática 2024.
| Fecha                | Equipo 1 | Resultado | Equipo 2      | Ronda                 | Asistencia |
| -------------------- | -------- | --------- | ------------- | --------------------- | ---------- |
| 14 de enero de 2024  | Japón    | 4–2       | Vietnam       | Primera fase, Grupo D | 17,385     |
| 17 de enero de 2024  | Líbano   | 0–0       | China         | Primera fase, Grupo A | 14,137     |
| 20 de enero de 2024  | Jordania | 2–2       | Corea del Sur | Primera fase, Grupo E | 36,627     |
| 24 de enero de 2024  | Japón    | 3–1       | Indonesia     | Primera fase, Grupo D | 26,453     |
| 31 de enero de 2024  | Baréin   | 1–3       | Japón         | Octavos de final      | 31,832     |
| 7 de febrero de 2024 | Irán     | 2–3       | Catar         | Semifinal             | 40,342     |